# Karabigniere Blues/Io sono un autonomo
Karabignere blues è il primo singolo degli Skiantos, pubblicato nel 1978.

## Descrizione
Il disco è originariamente uscito nel 1978 su etichetta Cramps Records per poi rimanere fuori stampa per diversi anni. È stato poi incluso come bonus tracks nella ristampa del disco MONO tono edita nel 2003 dall'etichetta Latlantide su CD in versione Digipack. Il disco è stato registrato e mixato da Allen Goldberg negli studi Sciascia di Rozzano nella primavera del 1978.

## Giudizi critici
Secondo Ernesto Assante Karabigniere blues cerca di offrire dei carabinieri un’immagine assai diversa da quella abituale e, nonostante apparentemente sia una garbata presa in giro dei militari dell’Arma, è in realtà un allegro tentativo di farli vedere in maniera “normale”, con il loro lavoro quotidiano sulle spalle, la voglia di stare a casa con la moglie, quella di arrivare non solo alla fine della giornata ma anche all’agognata pensione. .

## Tracce
1. Karabigniere blues
2. Io sono un autonomo

## Formazione
- Roberto "Freak" Antoni - voce
- Fabio "Dandy Bestia" Testoni - chitarra
- Frankie Grossolani - basso
- Marco Nanni - basso
- Leo Tormento Pestoduro - batteria